# Ixalotriton
Genre
Ixalotriton  est un genre d'urodèles de la famille des Plethodontidae.

## Répartition
Les deux espèces de ce genre sont endémiques du Mexique. Elles se rencontrent dans les États du Chiapas et d'Oaxaca.

## Liste des espèces
Selon Amphibian Species of the World (16 septembre 2015) :
- Ixalotriton niger Wake & Johnson, 1989
- Ixalotriton parvus (Lynch & Wake, 1989)

## Étymologie
Le nom de ce genre est formé à partir des termes grecs ixalos qui signifie « jaillissant ou bondissant » et triton terme générique pour tritons et salamandres, faisant référence au comportement de ces espèces.

## Publication originale
- Wake & Johnson, 1989 : A new genus and species of plethodontid salamander from Chiapas, Mexico. Contributions in Science. Natural History Museum of Los Angeles County, no 411, p. 1-10 (texte intégral).